# Арзинка
А́рзинка — река в Лукояновском районе Нижегородской области, левый приток реки Алатырь.

## Описание
Длина реки составляет 18 км, площадь бассейна — 90,3 км².
Начинается близ посёлка Городок. У истока река запружена земляной плотиной. Течёт в юго-восточном направлении. В верховьях принимает справа несколько сезонных притоков (здесь расположено село Малое Мамлеево), в среднем течении вбирает слева постоянный водоток (близ села Гари). Нижний участок течения пролегает через берёзовый лес. Устье реки находится в 225 км по левому берегу реки Алатырь. Близ устья реки (на противоположном от впадения берегу) стоит село Новомихайловка. По состоянию на 1973 год, имела 4 моста.

## Данные водного реестра
По данным государственного водного реестра России относится к Верхневолжскому бассейновому округу, водохозяйственный участок реки — Алатырь от истока и до устья, речной подбассейн реки — Сура. Речной бассейн реки — (Верхняя) Волга до Куйбышевского водохранилища (без бассейна Оки).
По данным геоинформационной системы водохозяйственного районирования территории РФ, подготовленной Федеральным агентством водных ресурсов:
- Код водного объекта в государственном водном реестре — 08010500212110000037904
- Код по гидрологической изученности (ГИ) — 110003790
- Код бассейна — 08.01.05.002
- Номер тома по ГИ — 10
- Выпуск по ГИ — 0